# 威丁

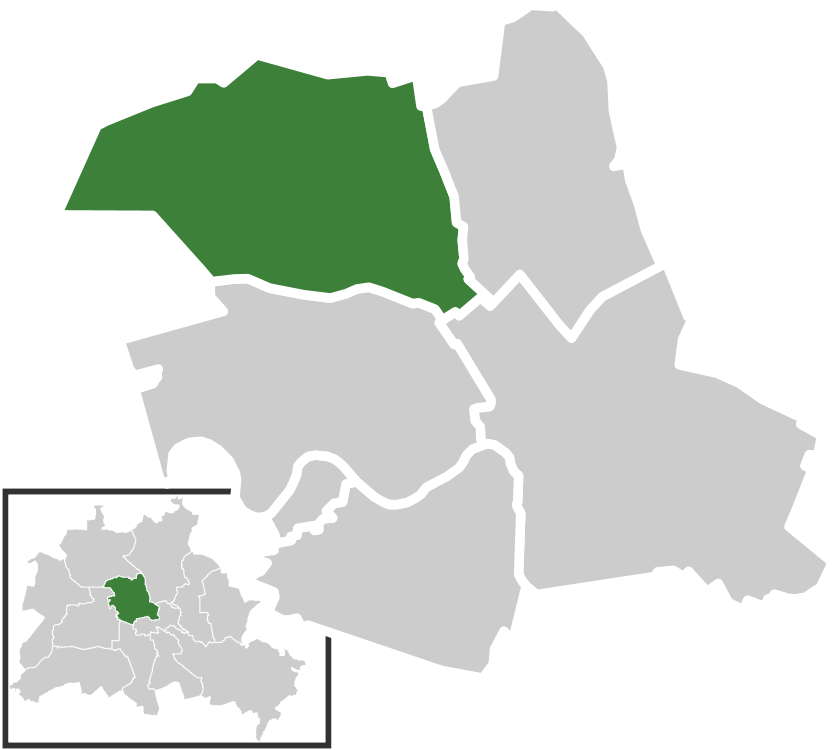
位置

威丁（Wedding）又译韦丁，是德国首都柏林米特区西北部的一个分区，2001年以前是单独的区，此后与米特区和蒂尔加滕合并成立新的米特区；同时，原威丁区以赖尼肯多夫大街为界，分为2个分区，西半部为威丁分区，东半部称为格孙德布伦嫩（Gesundbrunnen）分区。
18世纪，格森布鲁能开辟为矿泉疗养地，威丁因而由乡村演变为娱乐区，赌博和娼妓进入。19世纪末，大批农民进城，将威丁变为工人阶级居住区，工人们住在拥挤狭窄的住宅区。第一次世界大战后，威丁被称为“红色威丁”，以好斗的工人阶级（多数是共产党）著称；1929年5月1日的暴力抗议活动在此发生。由于威丁工人的政治活动，1930年代成为纳粹政府的攻击目标。
二战后，威丁和赖尼肯多夫成为法国占领区。贝尔瑙大街北侧和南北两侧的人行道都为法国占领区，而南侧建筑物为苏联占领区。1961年修筑柏林墙时，许多住在这些楼房的住户在被疏散之前从窗户跳到下面的人行道（窗户后来用砖砌死）。
威丁是在柏林墙下面开挖的第一条难民隧道的西部终点。从苏联占领区Schönholzer大街废弃工厂的地下室开始。 

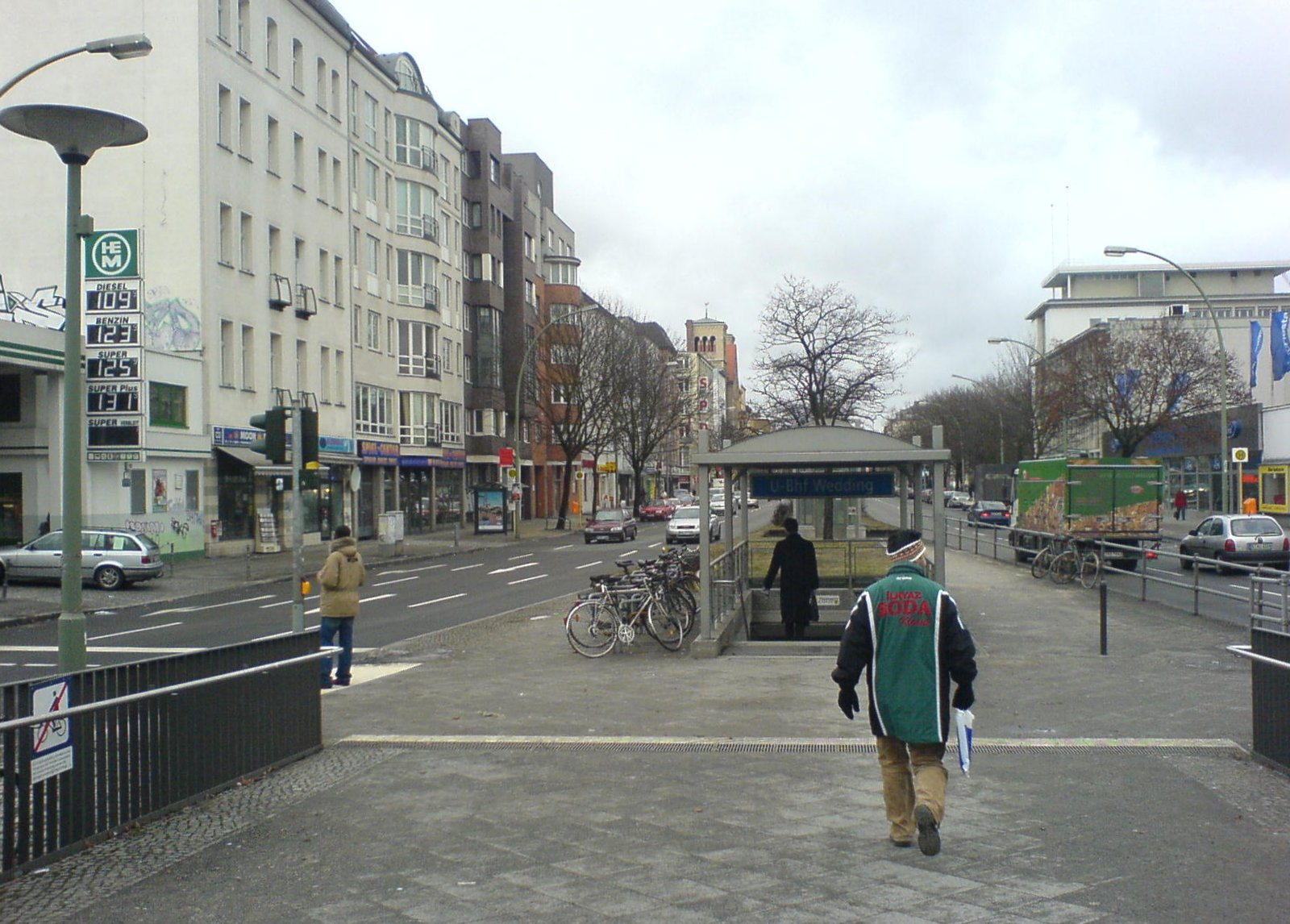
威丁地铁站

今天，威丁是柏林的贫穷区域之一，失业率高达26%，17%的人口依靠社会福利为生，27%生活在贫困线以下，外国人占人口的30%。在這裡隨處可見土耳其语或阿拉伯语的双语招牌。威丁没有经历柏林的繁荣和中产阶级化。贫穷伴随低租金，像许多大城市廉价地区，它拥有一个充满活力的艺术家社区。
威丁的建筑是欧洲战后现代建筑的遗产。一些建筑经过战争和旧城改建仍幸存下来。